# Nicola Zabaglia
Nicola Zabaglia (Roma, 1674-1750) fou un enginyer italià que va treballar a la basílica de Sant Pere de Roma, famós pel seu invent de l'enginy mecànic que extreia les pintures dels frescos sense damnar-los; altres invents seus foren un pont utilitzat per la reparació de l'església de Sant Pere i ponts penjats i escales que allargaven o escurçaven a voluntat, entre molts altres.